# Festuca Pass
Festuca Pass är ett bergspass i Kanada.   Det ligger i provinsen British Columbia, i den sydvästra delen av landet, 3 600 km väster om huvudstaden Ottawa. Festuca Pass ligger 2 033 meter över havet.
Terrängen runt Festuca Pass är huvudsakligen kuperad, men västerut är den bergig. Festuca Pass ligger uppe på en höjd. Trakten runt Festuca Pass är nära nog obefolkad, med mindre än två invånare per kvadratkilometer.. Det finns inga samhällen i närheten. 
I omgivningarna runt Festuca Pass växer i huvudsak barrskog.